# Championnats du Monténégro de cyclisme sur route
Les championnats du Monténégro de cyclisme sur route sont organisés tous les ans depuis 2015.

## Hommes

### Podiums de la course en ligne
| Année | Vainqueur            | Deuxième           | Troisième           |
| ----- | -------------------- | ------------------ | ------------------- |
| 2015  | Goran Cerović        | Demir Mulić        | Dragan Jasović      |
| 2016  | Demir Mulić          | Dragan Jasović     | Goran Cerović       |
| 2017  | Goran Cerović        | Igor Djapić        | Aleksandar Bošković |
| 2018  | Goran Cerović        | Stefan Bajceta     | Pejic Pavle         |
| 2019  | Danilo Vukcević      | Demir Mulić        | Dragan Jasović      |
| 2020  | Danilo Vukcević      | Goran Cerović      | Ivan Gardašević     |
| 2021  | Slobodan Milonjić    | Filip Krgović      | Milić Dašić         |
| 2022  | Slobodan Milonjić    | Radosav Bezmarević | Danilo Vukčević     |
| 2023  | Aleksandar Radunović | Goran Cerović      | Milos Lazarević     |
| 2024  | Aleksandar Radunović | Miloš Lazarević    | Milić Dašić         |
| 2025  | Aleksandar Radunović | Goran Cerović      | Milos Lazarević     |

Multi-titrés
- 3 : Goran Cerović, Aleksandar Radunović
- 2 : Danilo Vukcević, Slobodan Milonjić

### Podiums du contre-la-montre
| Année | Vainqueur            | Deuxième             | Troisième            |
| ----- | -------------------- | -------------------- | -------------------- |
| 2019  | Danilo Vukcević      | Miloš Vračar         | Aleksandar Radunović |
| 2020  | Danilo Vukcević      | Goran Cerović        | Slobodan Milonjić    |
| 2021  | Goran Cerović        | Aleksandar Radunović | Danilo Vukcević      |
| 2022  | Slobodan Milonjić    | Goran Cerović        | Danilo Vukcević      |
| 2023  | Goran Cerović        | Aleksandar Radunović | Slobodan Milonjić    |
| 2024  | Aleksandar Radunović | Goran Cerović        | Slobodan Milonjić    |
| 2025  | Aleksandar Radunović | Milos Lazarević      | Goran Cerović        |

Multi-titrés
- 2 : Danilo Vukcević, Aleksandar Radunović

## Juniors Hommes

### Podiums de la course en ligne
| Année | Vainqueur         | Deuxième       | Troisième      |
| ----- | ----------------- | -------------- | -------------- |
| 2016  | Milija Gojak      |                |                |
| 2018  | Miloš Vračar      | Emin Idrizović | Filip Živković |
| 2021  | Predrag Bulatović |                |                |
| 2022  | Jovan Vučković    | Balša Golović  |                |
| 2023  | Jovan Vučković    |                |                |

Multi-titrés
- 2 : Jovan Vučković

### Podiums du contre-la-montre
| Année | Vainqueur         | Deuxième        | Troisième |
| ----- | ----------------- | --------------- | --------- |
| 2020  | Predrag Bulatović | Dordije Cerović |           |
| 2021  | Predrag Bulatović |                 |           |
| 2022  | Jovan Vučković    | Balša Golović   |           |
| 2023  | Jovan Vučković    |                 |           |
| 2025  | Jovan Kovačević   |                 |           |

Multi-titrés
- 2 : Predrag Bulatović, Jovan Vučković